# Acta de Unificación de Ucrania de 1919

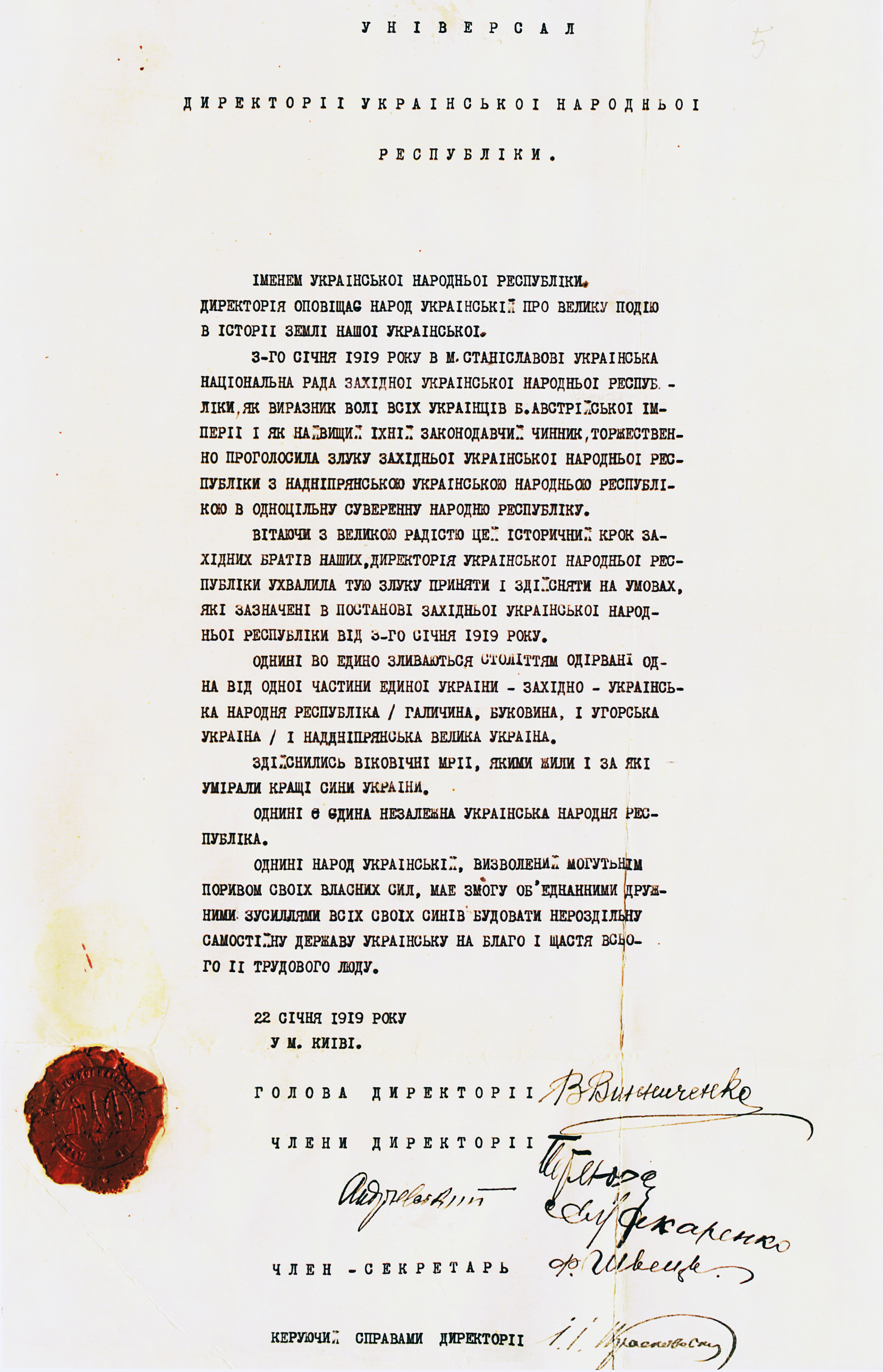
Copia del Acta Zluki firmada el 22 de enero de 1919

El Acta de Unificación, también Ley de Unificación, Acta Zluki o Ley de Zluki (en ucraniano: Акт Злуки, romanizado: Akt Zluki) fue firmada por el Directorio de Ucrania el 22 de enero de 1919 en la que se proclamaba la unión de la República Popular Ucraniana Occidental con la República Popular Ucraniana. Actualmente, en Ucrania se celebra cada 22 de enero el Día de Unificación de Ucrania.